# Großkmehlen
Großkmehlen település Németországban, azon belül Brandenburgban. Lakosainak száma 1062 fő (2023. december 31.).

## Népesség
A település népességének változása:
| Lakosok száma | 1086 | 1057 | 1041 | 1067 | 1062 |
|               | 2017 | 2019 | 2021 | 2022 | 2023 |